# جيمس غرايمز
جيمس غرايمز (26 مارس 1968 في المملكة المتحدة - ) هو لاعب كرة قدم كندي في مركز الهجوم. لعب مع Clemson Tigers ‏.

## وصلات خارجية
- جيمس غرايمز على موقع الاتحاد الدولي (مؤرشف)  (الإنجليزية)
- جيمس غرايمز على موقع ناشيونال فوتبول تيمز (الإنجليزية)